# Bareq
Bareq (em árabe: بارق; também transliterado como Bāriq), é uma cidade saudita da região de Asir, da qual é capital. Com uma população estimada em 75.351 em 2015, ocupa uma localização distinta entre Tiama e Asir, a 412 m acima do nível do mar.